# P. K. Kaul
P. K. Kaul (1929 – 2007. március 1.) kasmíri származású indiai politikus.
India országának az egyesült államokbeli nagykövete volt 1986 és 1989 között.

## Művei
Néhány kötete is megjelent:
- Nag Sen of Milind Paṅhö (Eastern Book Linkers, 1996)
- Himalayan principalities in Jammu, Kangra, and Bhadarwah (Jay Kay Book House, 1993)
- Antiquities of the Chenāb Valley in Jammu (Eastern Book Linkers, 2001)
- Pahāṛi and other tribal dialects of Jammu (Eastern Book Linkers, 2006)
- Nāga cult and wooden art in India (Eastern Book Linkers, 2008)